# Lora quadra
Lora quadra är en snäckart. Lora quadra ingår i släktet Lora och familjen Turridae. Inga underarter finns listade i Catalogue of Life.